# 워런 엘리스 (음악가)
워런 엘리스(영어: Warren Ellis, 1965년 2월 14일 ~ 현재)는 오스트레일리아의 음악가이자 작곡가이다. 더티 쓰리, 닉 케이브 앤드 더 배드 시즈, 그리고 그라인더맨의 멤버이다. 또한 닉 케이브와 함께 영화 음악을 작곡하기도 한다. 엘리스는 바이올린, 피아노, 아코디언, 부주키, 기타, 플루트, 만돌린, 테나 기타, 그리고 비올라 연주가 가능하다. 1994년부터 닉 케이브 앤드 더 배드 시즈의 멤버로 활약하였다.

## 삶과 경력
엘리스는 1965년 2월 14일 오스트레일리아 빅토리아주 밸러랫에서 태어났다. 그는 우연히 음악을 접하게 되었다. 지역 쓰레기장에서 버려진 피아노 아코디언을 발견하였고, 그것을 학교에 가져갔다. 선생님은 엘리스에게 아코디언을 연주하는 것을 보여주었다. 이후 밸러랫의 학교에서 클래식 바이올린과 플루트를 배웠다.
고등학교 졸업 이후에는, 멜버른에 있는 대학교로 진학하여 클래식 바이올린을 배웠다. 이후에는 빅토리아주에서 짧게 학교 선생님을 하기도 하였다. 1988년 1월에는 유럽으로 여행을 가, 그리스, 헝가리, 스코틀랜드, 아일랜드 등의 지역을 방문하였다. 1년 후에 오스트레일리아로 돌아갔다. 엘리스는 이후 1990년대 초 밴드에서 연주를 시작하기 전까지 멜버른의 연극 관련된 음악을 작곡하는 일을 하였다.
1992년 엘리스는 기타리스트 믹 터너와 드러머 짐 화이트와 함께 더티 스리라는 밴드를 결성하였다. 2018년 기준으로 9개의 정규 음반을 발매하였으며, ARIA 차트에서도 이름을 보였다.
1993년, 엘리스는 닉 케이브 앤드 더 배드 시즈의 멤버로 들어갔으며, 이듬해 발매한 Let Love In부터 참여하였다. 이후 정규 멤버가 되었으며, 밴드의 많은 곡을 닉 케이브와 함께 공동으로 쓰고, 영화와 다른 프로젝트도 진행하게 되었다. 또한 배드 시즈의 사이드 그룹인 그라인더맨의 멤버이기도 하며, 그라인더맨이라는 이름 하에 두 개의 음반을 발매하였다.
2002년에는 킹 크랩 래코드에서 Three Pieces for Violin이라는 솔로 음반을 발매하였다. 2005년에는 닉 케이브와 함께 더 프로퍼지션이라는 영화에 참여하였으며, 비겁한 로버트 포드의 제시 제임스 암살, 더 로드, 파 프롬 멘 등의 영화 작품과 작업을 하였다.
2009년, 닉 케이브와 워런 엘리스는 White Lunar를 발매하였다.
1998년에 프랑스인 아내와 결혼하여 두 명의 아이를 낳았다.

## 디스코그래피

### 솔로 음반
- Three Pieces for Violin (2002)

### 솔로 영화 스코어
- Mustang, soundtrack (2015)
- Django, soundtrack (2017)
- This Train I Ride, soundtrack (2019)

### 닉 케이브와 함께한 영화 & 극 음악
- Woyzeck, theatre score (2005), adaptation by Gísli Örn Gardarsson
- The Proposition, soundtrack (2005)
- Metamorphosis, theatre score (2006)[16]
- The Assassination of Jesse James by the Coward Robert Ford, soundtrack (2007)
- The English Surgeon, soundtrack (2007) with Nick Cave
- The Road, soundtrack (2009)
- The Girls of Phnom Penh, soundtrack (2009)
- Lawless soundtrack (2012)[17] composed with Nick Cave
- Days of Grace, soundtrack (2012) With Nick Cave, Atticus Ross, Claudia Sarne, Leopold Ross & Shigeru Umebayashi
- West of Memphis, soundtrack (2013)
- Loin des Hommes, soundtrack (2015)
- Hell or High Water, soundtrack (2016) composed with Nick Cave
- War Machine, soundtrack (2017) composed with Nick Cave
- Wind River, soundtrack (2017) composed with Nick Cave
- Kings, soundtrack (2017) composed with Nick Cave

### 이외 협업 작품
- The Blackeyed Susans' album All Souls Alive (1993)
- Kim Salmon's album Hey Believer (1994)
- David McComb's album Love of Will (1994)
- Played live music for Chicago neo-burlesque performer Maya Sinstress in 2000
- Cat Power's album You Are Free (violin on "Good Woman") (2003)
- Loene Carmen's album Slight Delay (2004)
- "Crazy Love" by Marianne Faithfull/Nick Cave, with Isabelle Huppert on Before the Poison (2005)
- "Hell's Coming Down" from Primal Scream's album Riot City Blues (2006)
- Theo Hakola's album Drunk Women and Sexual Water (2008)
- Jim Yamouridis' album Into the Day (2011)
- "Pirate Jenny" with Shilpa Ray and Nick Cave on Son of Rogues Gallery: Pirate Ballads, Sea Songs & Chanteys (2013)[18]
- Marianne Faithfull's album Give My Love to London (2014)
- "Stepkids" from The Avalanches' album Wildflower (2016)
- "A Common Truth" by Saltland (Rebecca Foon) (2017)
- "Le Brasier Shelley" with Augustin Viard, audio cinema film featuring Marianne Faithfull and Gaspard Ulliel, France Culture(2018)[19]
- Five tracks on Amadjar by Tinariwen[20]
- Marianne Faithfull's album She Walks in Beauty (2021)

## 수상
- 2005 AFI 어워즈: 베스트 오리지널 뮤직 스코어
- 2005 인사이드 필름 어워즈: 베스트 뮤직
- 2005 오스트레일리아 영화 평론가 협회상: 최우수 영화 음악
- 2010 커모드 어워즈: 최우수 영화 음악
- 2016 세자르상: 최우수 영화 음악
- 2020 내셔널 라이브 뮤직 어워즈: 올해의 라이브 악기 연주자